# Leopold Verhagen
Leopold Verhagen (Helmond, 7 augustus 1908 - Eindhoven, 22 mei 1997), priesternaam van Hubertus Henricus Verhagen (wereldlijke roepnaam Huub), was een Nederlandse pater.
Verhagen groeide op in een traditioneel katholiek gezin als zoon van Hendricus Albertus Verhagen (1870-1945) en Johanna Maria Henrica Neervens (1878-1969).
Hij trad omstreeks 1927 in bij de augustijnen in Eindhoven. In klooster Mariënhage leidde hij vanaf 1938 de werkplaats voor relieken. Ook beheerde hij het Museum Mariënhage Eindhoven, dat later werd opgeheven.
Hij nam het initiatief voor de bouw, in 1967, van een namaakruïne (een folly) op het kloosterterrein. De folly werd typerend voor het gezicht op het klooster vanuit het centrum van Eindhoven, en werd vaak voor een overblijfsel van het middeleeuwse klooster aangezien.
Pater Leopold verwierf landelijke bekendheid door zijn ludieke dagsluitingen voor de Katholieke Radio Omroep televisie tussen 1953 en 1967. Ook in zijn radioprogramma Epiloog kaartte hij op een aanstekelijke manier geloofskwesties aan. Hij wees met name op de eenvoud en blijheid van het geloof, en richtte zich niet op dogma's en vermaningen. Verhagen bleef daarbij trouw aan de Kerk en haar leer. Naast zijn mediawerkzaamheden was hij tot zijn pensioen godsdienstleraar aan een Middelbare technische school.
In zijn habijt en met zijn witte haren was pater Leopold een opvallende verschijning in Eindhoven. Vaak wist hij jongeren voor zich te winnen door zijn humor, openheid en positieve uitstraling.
Verhagen overleed op 88-jarige leeftijd, in Eindhoven. Hij ligt begraven op de begraafplaats op het binnenterrein van het klooster.
- Nederlandse Thesaurus van Auteursnamen: 069345562
- Virtual International Authority File: 283844368
- WorldCat: E39PBJptXG3PY7VfwGGFhXvj4q